# Khuzdûl
Khuzdûl je umetni jezik angleškega pisatelja in jezikoslovca Johna Ronalda Reuela Tolkiena. V Tolkienovi mitologiji je khuzdûlščino za sporazumevanje uporabljala rasa škratov. Primer jezika najdemo na Balinovi grobnici v Morii, zapisan pa je v kirtu. 